# Arctia dryope
Arctia dryope là một loài bướm đêm thuộc phân họ Arctiinae, họ Erebidae.